# Mediorhynchus giganteus
Mediorhynchus giganteus är en hakmaskart som beskrevs av Meyer 1931. Mediorhynchus giganteus ingår i släktet Mediorhynchus och familjen Giganthorhynchidae. Inga underarter finns listade i Catalogue of Life.